# Epiptyxis plagiata
Epiptyxis plagiata är en insektsart som beskrevs av Haupt 1926. Epiptyxis plagiata ingår i släktet Epiptyxis och familjen Lophopidae. Inga underarter finns listade i Catalogue of Life.